# 汉斯·科皮

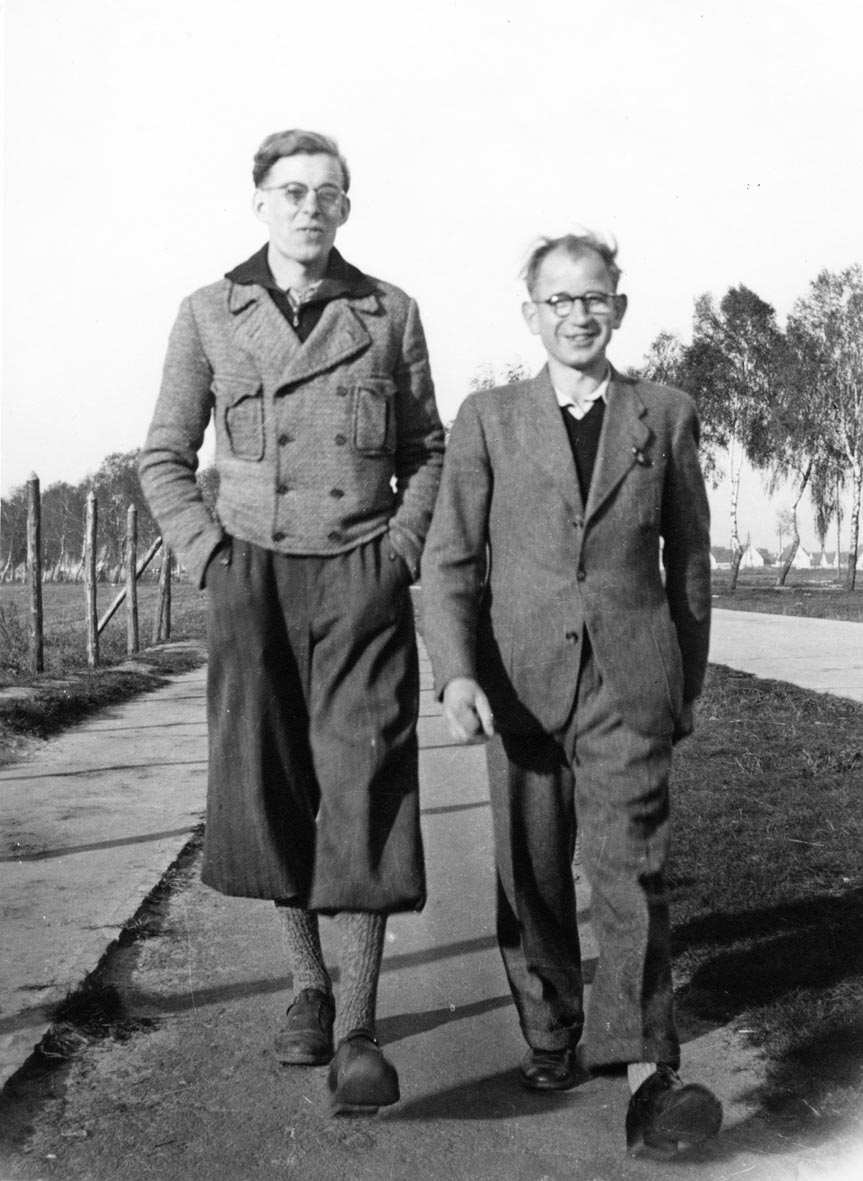
汉斯·科皮（左）

汉斯-韦迪戈·罗伯特·科皮（Hans-Wedigo Robert Coppi，1916年1月25日—1942年12月22日）是一位德国反纳粹抵抗组织成员。他是红色交响乐队的成员。他的妻子是希尔德·科皮。

## 生平
1932年11月，汉斯·科皮因支持观看格奥尔格·威廉·帕布斯特 而被学校开除，而格奥尔格·威廉·帕布斯特拍攝的電影在當時屬於禁片。  他试图在泰格尔重建德国青年共产主义联盟。  1933年9月，冲锋队試圖逮捕科皮。汉斯·科皮只好四處躲藏。 1934年2月，科皮因被指控张贴非法传单被盖世太保逮捕。  1935年2月4日获释。之後他繼續散發传单，他在傳單中指控纳粹黨是個战争贩子。
1938年11月，科皮在一家小型工厂找到了一份稳定的工作，他成為該工廠的一名車床操作员 ，同时在夜校接受技术培训。 
第二次世界大战爆发时，科皮被征召入伍，但在背景審查時，征兵辦在了解了他的過往經歷後，覺得他是個危險人物，因此沒有讓他去當兵。 
1942年9月12日，科皮和他正在怀孕的妻子在希雷姆被捕。 
1942 年12月19日，科皮被判處死刑。最終科皮在普勒岑湖監獄中被绞死。 